# Trigonoderus varipes
Trigonoderus varipes är en stekelart som beskrevs av Henry Lorenz Viereck 1903. Trigonoderus varipes ingår i släktet Trigonoderus och familjen puppglanssteklar. Inga underarter finns listade i Catalogue of Life.